# Верхній Камкамахи
Верхній Камкамахи (рос. Верхний Камкамахи) — село Акушинського району, Дагестану Росії. Входить до складу муніципального утворення Сільрада Аліханмахінська.
Населення — 74 (2010).

## Географія
Розташоване в 25 км на північний захід від с. Акуша, на р. Акуша (басейн р. Казикумухське Койсу).

## Історія
Село до 1933 входило до складу Левашінского, а в 1946-56 - Цудахарского) району .
Адміністративний центр сільради в 1926-28, 1934-52 і з 1992 року .